# Тринадцатая (фильм)
«Тринадцатая» (англ. 13th) — документальный фильм режиссёра Авы Дюверней, вышедший на экраны в 2016 году. Лента исследует историю и социальные корни тюремно-промышленного комплекса США, в котором, по мысли авторов, реализована современная форма рабства. Название картины отсылает к тринадцатой поправке к Конституции США, запретившей рабство. Фильм получил широкое признание критиков и был удостоен множества наград и номинаций.

## Сюжет
Лента прослеживает историю принудительного труда в США и его связь с расизмом от момента отмены рабства и до настоящего времени. Рабство в своё время играло большую экономическую роль, так что все годы после его отмены происходил постепенный рост количества заключённых, среди которых всё большую долю стало занимать афроамериканское население. Подробно рассматриваются периоды расовой сегрегации (первая половина XX века), борьбы за гражданские права (1960-1970-е годы), войны с наркотиками (конец XX века). Анализируется, каким образом лоббируются интересы тюремно-промышленного комплекса и принимаются законы в его интересах.
В фильме используются интервью с активистами, учёными, политиками, такими как Анджела Дэвис, Ньют Гингрич, Кори Букер, Генри Луис Гейтс и других.

## Награды и номинации
- 2017 — номинация на премию «Оскар» за лучший полнометражный документальный фильм.
- 2017 — премия BAFTA за лучший документальный фильм.
- 2017 — премия «Спутник» за лучший документальный фильм.
- 2017 — 4 прайм-таймовые премии «Эмми»: лучший документальный фильм, лучший сценарий для нехудожественной программы (Спенсер Эверик, Ава Дюверней), лучшая оригинальная музыка и лирика («Letter to the Free», Common), лучший дизайн. Кроме того, лента получила 5 номинаций: лучшая режиссура для нехудожественной программы (Ава Дюверней), лучшая операторская работа для нехудожественной программы (Ханс Чарльз, Кира Келли), лучший монтаж для нехудожественной программы (Спенсер Эверик), лучший монтаж звука для нехудожественной программы, лучшее микширование звука для нехудожественной программы.
- 2017 — номинация на премию «Независимый дух» за лучший документальный фильм.